# Eustachy Zylinski
Eustachy Zylinski, född den 19 september 1889 i Braclaw i Ukraina, död 1954 i Gliwice i Polen, var logiker och matematiker. 
Zylinski visade 1924 bland annat, att de två konnektiven NAND och NOR i satslogiken, var de enda vilka vart och ett kunde ersätta samtliga de konnektiv som lanserats av Bertrand Russell i Principia Mathematica
Zylinski studerade vid bland andra universiteten i Göttingen och Cambridge och tjänstgjorde från 1919 som professor i matematik vid universitetet i Lviv. Under den sovjetiska ockupationen av Lviv, 1939–1941, var han chef för avdelningen för algebra vid stadens universitet och vid den tyska ockupationen 1941–1944 ledde han där inofficiell och hemlig undervisning.